# 曾格納湖
10°54′50″N 36°58′00″E / 10.91389°N 36.96667°E

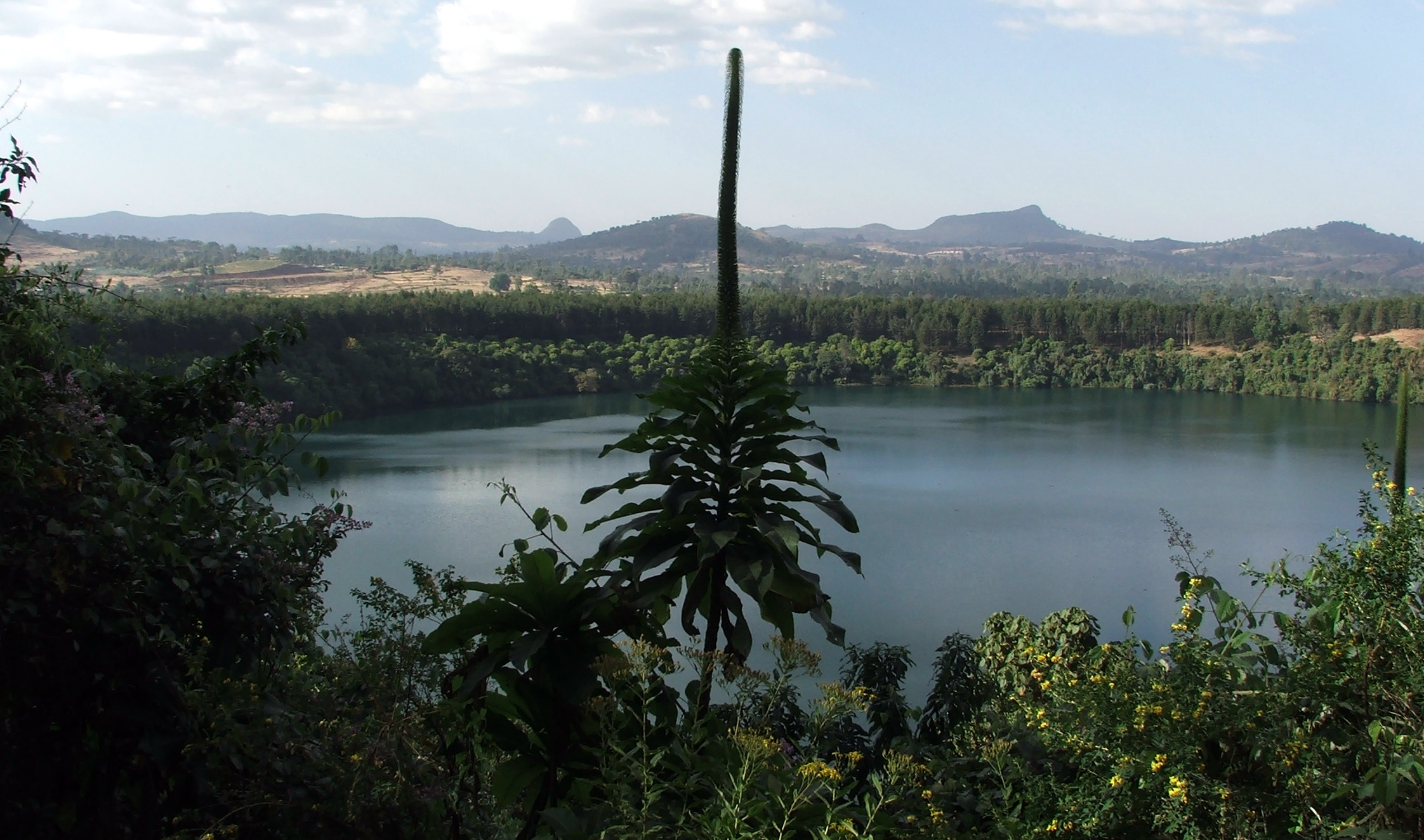

曾格納湖，是埃塞俄比亞的湖泊，位於該國北部，由阿姆哈拉州負責管轄，海拔高度2,500米，長1公里、寬1公里，最大水深166米，是該國第二深湖泊。